# Viaggio immaginario

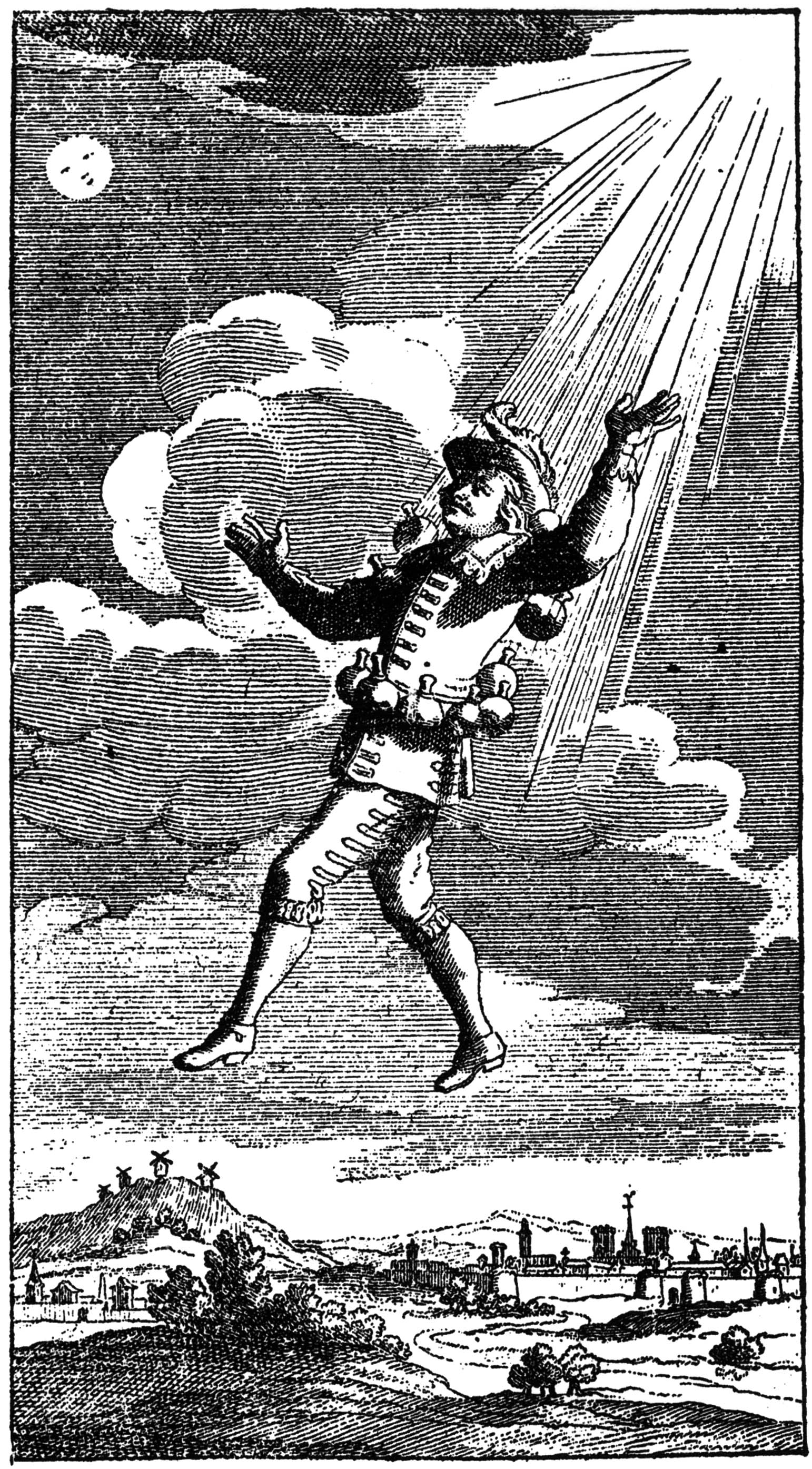
Illustrazione da L'altro mondo o Gli stati e gli imperi della luna (Histoire comique contenant les États et Empires de la Lune, 1657) di Savinien Cyrano de Bergerac, in cui l'autore descrive il proprio viaggio immaginario verso la Luna.

Il viaggio immaginario (talvolta viaggio fantastico) è un genere narrativo incentrato sulla descrizione di un viaggio fittizio verso luoghi immaginari o comunque mai visti, ricorrendo a elementi fantastici o inverosimili. La cornice del racconto di viaggio viene di volta in volta utilizzata all'interno di questo genere per rappresentare una utopia o un'allegoria religiosa, a scopo satirico o di divulgazione scientifica, oppure di semplice intrattenimento per destare stupore e meraviglia con una storia avventurosa.
Il viaggio fantastico è una delle forme letterarie più arcaiche e rimane una delle cornici di base per la creazione di fantasie letterarie, dall'epica Odissea di Omero, alla narrativa a sfondo geografico, ai resoconti di viaggio apocrifi con elementi esotici e meravigliosi, alle robinsonate, ai racconti fiabeschi come le storie di Sindbad il marinaio, alla descrizione di mondi utopici, ai romanzi scientifici di Jules Verne, ai viaggi negli universi della fantascienza.

## Delimitazione del genere

### Viaggio immaginario e viaggio romanzato

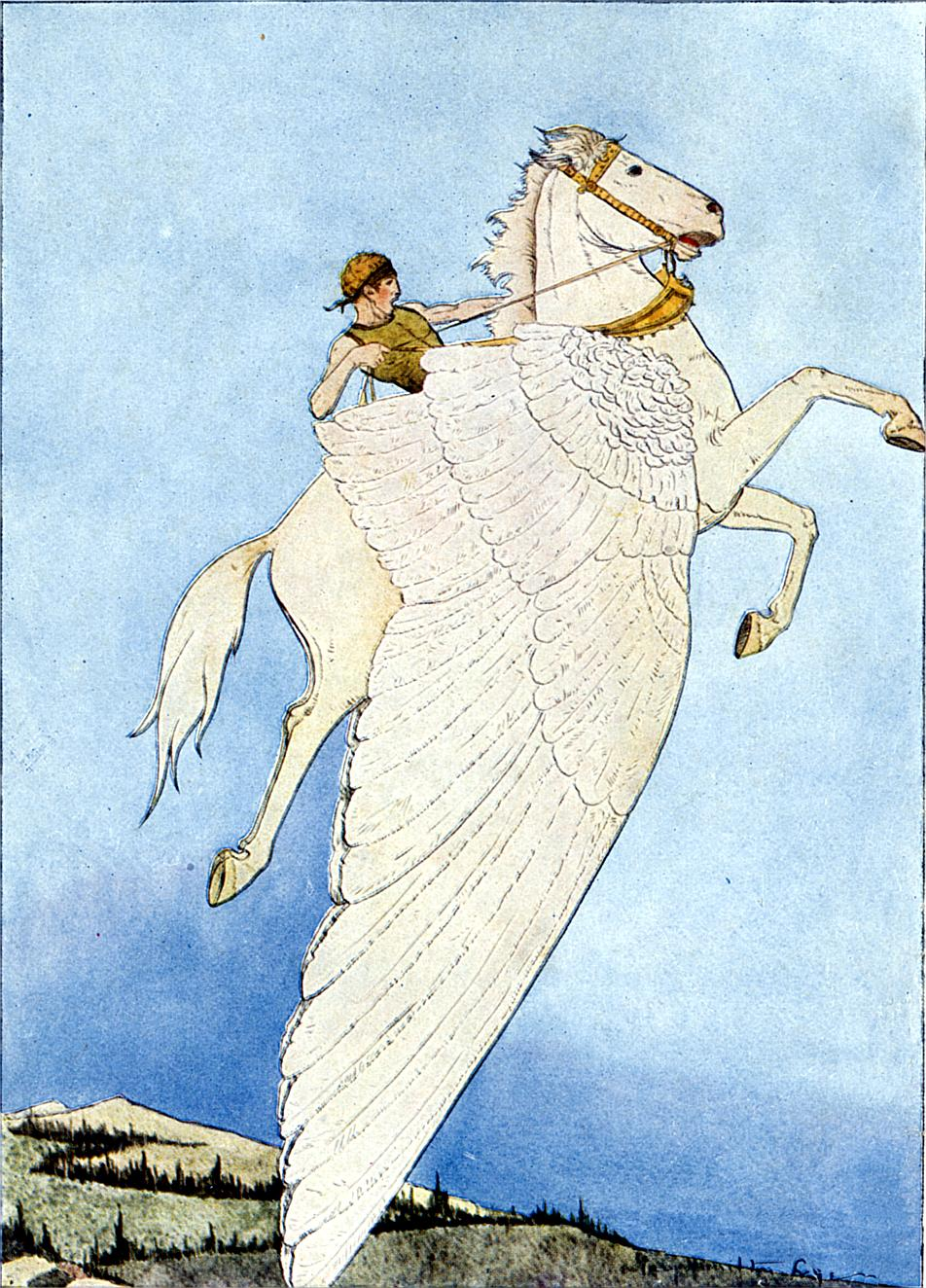
“Yes, there he sat, on the back of the winged horse!”, illustrazione di Mary Hamilton Frye, 1914.

Per quanto ogni resoconto di un viaggio non effettivamente avvenuto sia, in senso letterale, un "viaggio immaginario", in questo genere letterario vengono fatte rientrare le opere che sono dichiaratamente o scopertamente fittizie, inventate, mentre per le opere che rielaborano elementi storici, inserendo episodi anche fittizi o meravigliosi all'interno di un contesto realistico, si parla piuttosto di "viaggio romanzato", intendendo un racconto che, se non vero, è verosimile.
Dunque le peregrinazioni in terra lombarda dei protagonisti Renzo e Lucia ne I promessi sposi sono viaggi romanzeschi, che si sarebbero effettivamente potuti verificare nel preciso contesto storico descritto da Manzoni, mentre il viaggio verso il pianeta Giove dell'astronave del film 2001: Odissea nello spazio, pure rappresentato con un certo grado di accuratezza scientifica, è del tutto immaginario. Immaginario è anche il viaggio dei protagonisti de Il giro del mondo in 80 giorni, perché il lettore sa bene che un viaggio di tale portata intorno al mondo non si è mai svolto prima (anche se vengono descritti mezzi realistici per compierlo, e in seguito varie persone hanno tentato di replicarlo nella realtà, ma senza naturalmente vivere tutte le straordinarie avventure dei personaggi di Verne).
Benché usati indifferentemente in questa sede con riferimento al tema del viaggio inventato, i termini "immaginario" e "fantastico" non sono necessariamente sinonimi: riprendendo in parte quanto affermato da Cvetan Todorov nella sua celebre distinzione tra fantastico e meraviglioso, si avrà il meraviglioso quando il lettore accetta i fatti straordinari in quanto tali, il fantastico se di fronte a tali eventi il lettore è portato a chiedersi se essi siano o meno reali, l'immaginario se il lettore li riconosce come impossibili.
Una caratteristica del genere del viaggio immaginario è dunque quella di distinguersi volutamente dai resoconti di viaggio reali, in una sorta di rovesciamento del patto narrativo, lanciando al lettore avvisi più o meno sottili: ad esempio nelle Avventure del Barone di Münchausen, il Barone stesso nella premessa assicura della verità dei suoi racconti ma lo fa chiamando a suo sostegno tre testimoni d'eccezione: Sinbad, Gulliver e Aladino. Dunque le sue avventure saranno tanto reali quanto quelle dei tre celebri personaggi della letteratura fantastica.
Vi è infine un'ulteriore categoria contigua a quelle del vero resoconto di viaggio e del viaggio immaginario, ed è quella del viaggio inventato, apocrifo, cioè falsamente attribuito ad altri, diffusa in particolare nei secoli XVII e XVIII, sulla spinta delle grandi esplorazioni geografiche ma prima che prendesse piede un'autentica cultura scientifica dell'esplorazione. I viaggi di Mandeville, un presunto resoconto di viaggio del XIV secolo, fu creduto autentico per almeno due secoli. Un esperto ingannatore come Daniel Defoe sarebbe stato in grado di ingannare chiunque col suo Capitano Singleton e il suo romanzo A New Voyage Round the World è ascritto alla categoria del viaggio apocrifo.

### Viaggio immaginario e utopia
Il viaggio immaginario, almeno fino al XVIII secolo, si confonde spesso coi generi contigui dell'utopia e della robinsonata (robinsonade, il racconto del naufrago alla Robinson Crusoe), benché questi tre possano essere identificati come generi diversi, non solo per l'intenzione ma anche per la forma. Pur contenendo spesso un'utopia (quando descrive una società immaginaria), il viaggio immaginario insiste soprattutto sul tema dello spostamento, dell'esotico e della lontananza, mentre nell'utopia il viaggio e l'avventura non sono lo scopo ma, principalmente, uno strumento per spingere alla riflessione.
La parola utopia significa "nessun luogo" ed è tipica in questo genere la dettagliata descrizione di uno Stato immaginario posto oltre i confini delle terre conosciute. La mancanza di libertà di espressione tipica dei regimi assolutisti ha inoltre obbligato molti autori, nel corso della storia, a mascherare in racconti fantastici le proprie opinioni critiche su politica, società e religione del tempo. La robinsonata, a sua volta, presenta l'avventura di un uomo isolato (o di un piccolo gruppo) e non il quadro di una società, e il viaggio con relativo naufragio ha soprattutto valore di antefatto.

## Storia

### Antichità

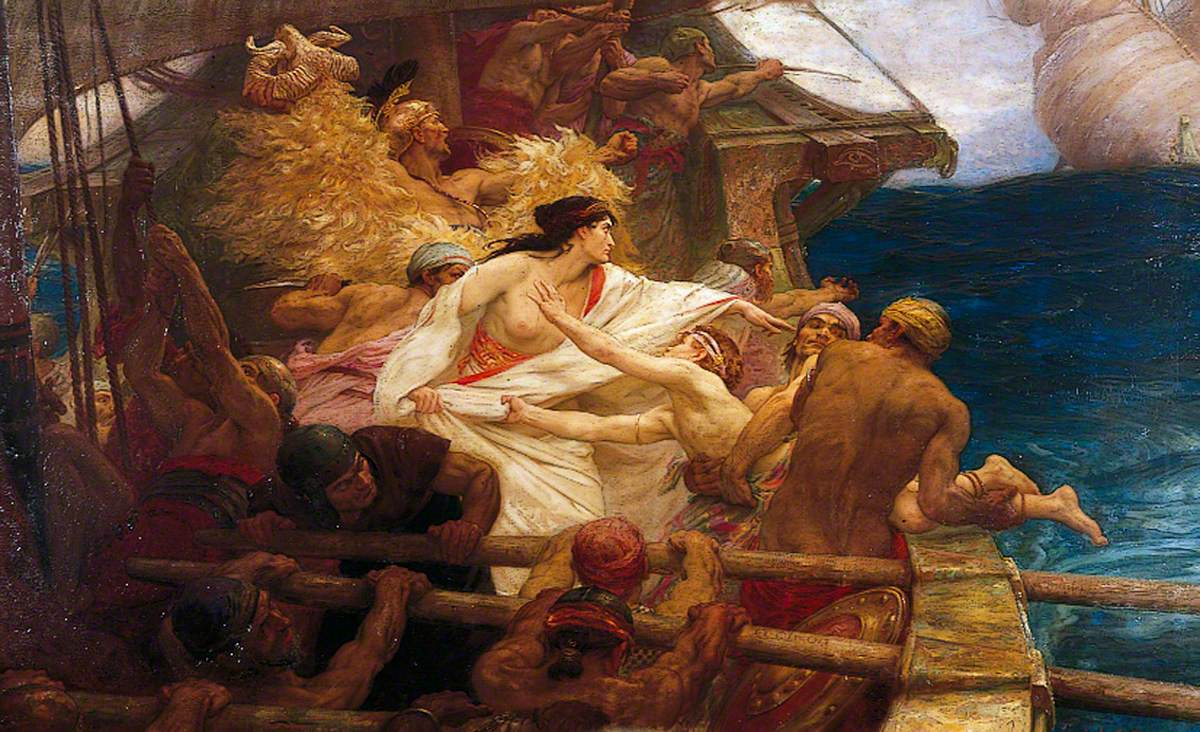
Medea e Giasone nella nave degli Argonauti, da Le Argonautiche di Apollonio Rodio. Herbert James Draper, The Golden Fleece (1904).

Il viaggio fantastico è una tecnica narrativa assai antica che precede la letteratura epica e le forme del romanzo. Si possono citare tra i primi esempi opere appartenenti all'epica quali l'Odissea di Omero e l'Epopea di Gilgamesh del III millennio a.C.
Due esempi noti dalla letteratura greca sono rappresentati dalla Storia sacra di Evemero, che narra di un viaggio immaginario verso un'isola sconosciuta dell'Oceano Indiano, e da Le isole del sole di Iambulo, un navigatore siriano (I secolo a.C.) Le loro isole utopiche paiono modellate dalle mitologiche Isole Fortunate, isole dell'Oceano Atlantico presenti nella letteratura classica sia in contesti mitici sia in opere storiche e geografiche.

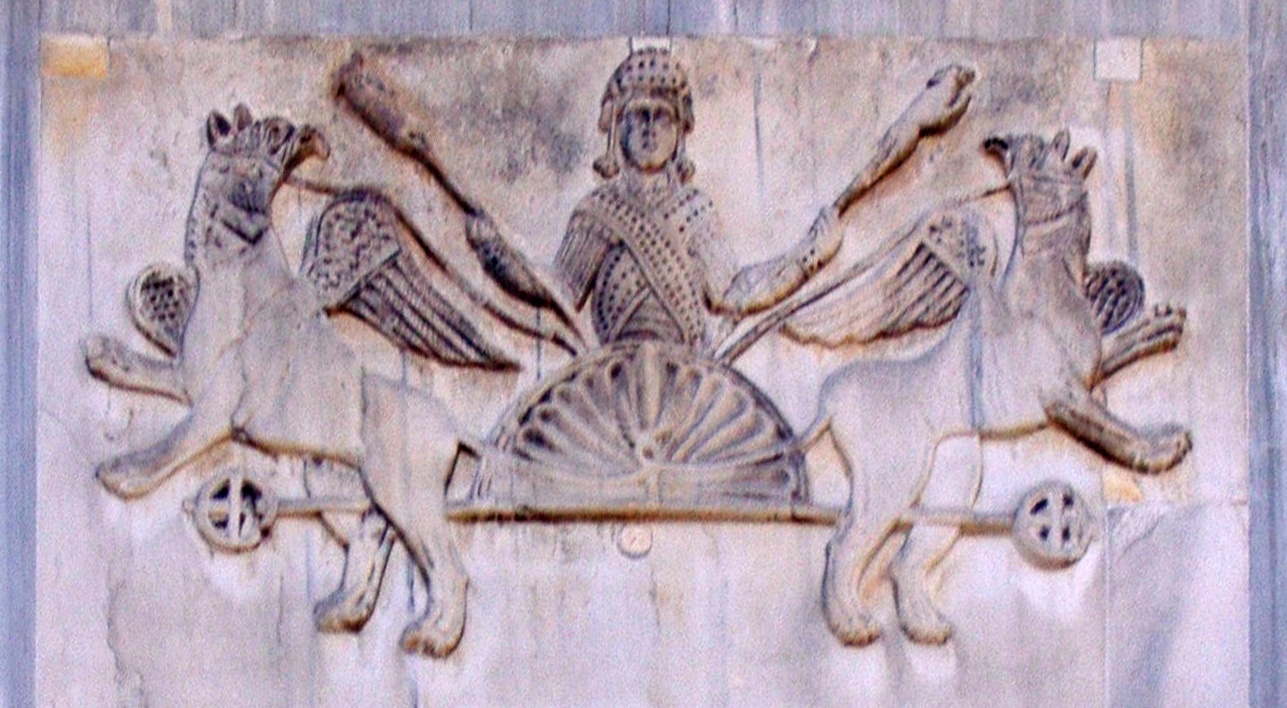
Il volo di Alessandro. Rilievo bizantino del X-XIII sec. da Costantinopoli. Lato nord della Basilica di San Marco a Venezia.

La storia vera di Luciano di Samosata (II secolo) - un viaggio immaginario oltre le Colonne d'Ercole e sulla Luna - fa una parodia dell'intero genere del viaggio immaginario e nella sua prefazione Luciano cita Iambulo come uno degli oggetti della parodia. Fozio di Costantinopoli afferma tuttavia nella sua Biblioteca che il suo bersaglio principale erano Le incredibili meraviglie al di là di Tule di Antonio Diogene, una mescolanza di generi del viaggio fantastico e del romanzo greco che serviva per divulgare gli insegnamenti pitagorici. Luciano scrive anche l'Icaromenippo, un dialogo in cui fa compiere al filosofo cinico Menippo di Gadara un'impresa incredibile, degna di Icaro: giungere sulla Luna e poi salire in cielo tra gli Dei.
L'eredità dell'Odissea viene raccolta dai due capolavori rispettivamente dell'epica alessandrina e di quella romana, Le Argonautiche di Apollonio Rodio (le avventure dell'eroe Giasone alla ricerca del vello d'oro) e l'Eneide di Virgilio, la leggendaria storia di Enea, eroe fuggito dalla caduta di Troia, che viaggia per il Mediterraneo fino ad approdare nel Lazio, dove diventa il progenitore del popolo romano.
Non appartenente alla tradizione alessandrina, ma aggiunto in seguito, è invece l'episodio del Volo di Alessandro nel Romanzo di Alessandro, una raccolta di racconti del III secolo. L'episodio, che si rinviene in due sue tarde versioni greche in manoscritto del XV e XVI secolo e nell'iconografia precedente, narra di un'ascensione in cielo compiuta da Alessandro Magno su un velivolo (trono, cesto, paniere, nella tradizione occidentale; cocchio o biga nella tradizione bizantina) trainato, in genere, da due grifoni.

### Medioevo

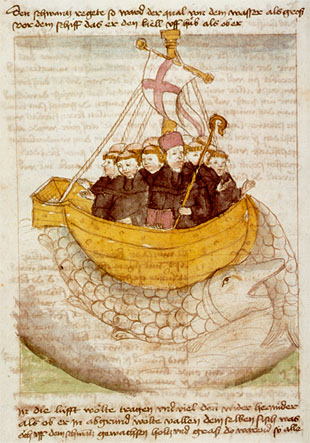
La navigazione di San Brandano in Manuscriptum translationis Germanicae (c. 1460)

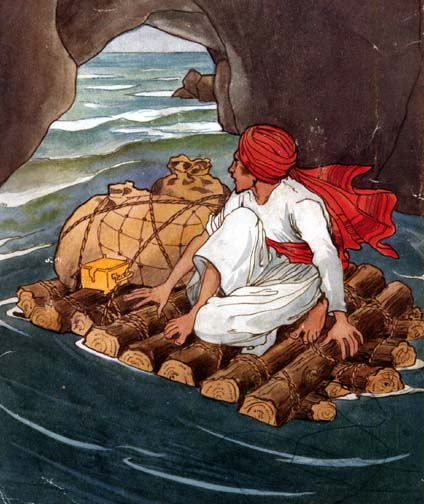
Sindbad il marinaio in un'illustrazione per Le mille e una notte di René Bull (1870-1946)

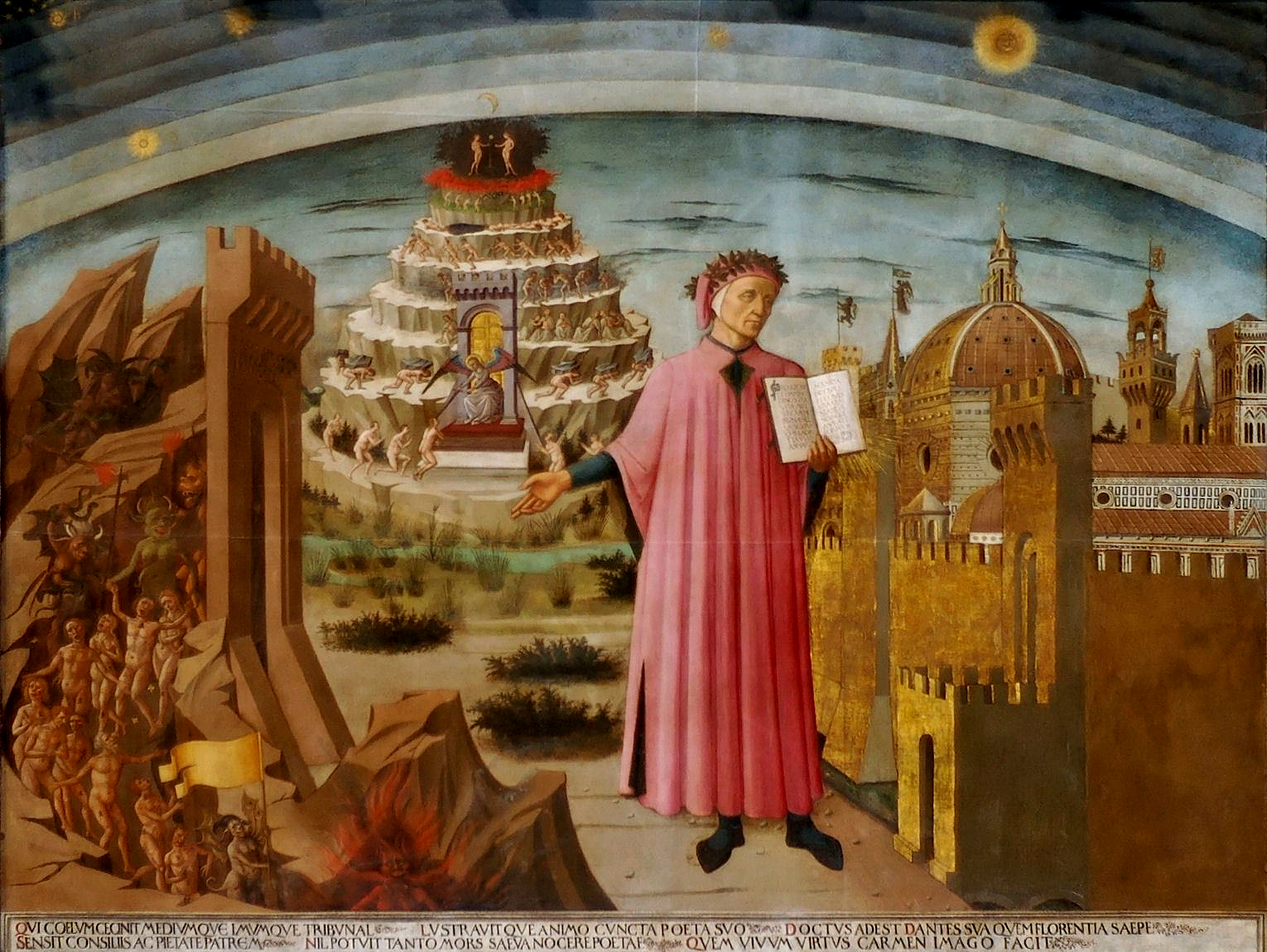
I tre regni ultraterreni attraverso cui viaggia il narratore della Divina Commedia nell'affresco Dante e il suo poema di Domenico di Michelino (1465, Cattedrale di Santa Maria del Fiore, Firenze).

L'arabo al-Ma'arri, nella prima parte del suo racconto Epistola del perdono (prima metà dell'XI secolo), descrive un viaggio nell'Aldilà da parte di un suo corrispondente. Vari altri racconti islamici si ispirano a Isrāʾ e Miʿrāj, il miracoloso viaggio notturno del profeta Maometto in sella al Buraq (isrāʾ) e della sua successiva ascesa al Cielo (miʿrāj), con la visione delle pene infernali e delle delizie paradisiache riservate a dannati e beati, fino alla finale ascesa e accostamento ad Allah.
Sindbad il marinaio è il protagonista di una leggendaria storia di origine persiana che narra di un marinaio ai tempi del Califfato Abbaside (750 - 1258) e delle sue fantastiche avventure durante i viaggi nell'Africa orientale e nell'Asia meridionale, durante le quali incontra luoghi magici, mostri e fenomeni soprannaturali. I racconti sono in parte basati sull'esperienza dei navigatori nell'Oceano Indiano, in parte sulla poesia antica (compresa l'Odissea di Omero), in parte sulle collezioni di mirabilia di origine indiana e persiana.
Lo sviluppo dei mirabilia (guide di viaggio a uso di pellegrini e viaggiatori) è un fenomeno che appartiene in particolare al movimento culturale del XII secolo, con una produzione copiosa di manoscritti che ebbero una grande popolarità nei secoli e un successo che si accrebbe con le prime edizioni a stampa perpetuandosi fino al Barocco. Molti di questi resoconti erano conditi con elementi fantastici e meravigliosi, mentre alcuni erano apocrifi e del tutto inventati.
La navigazione di san Brandano (Navigatio sancti Brendani), un'opera anonima in latino tramandata da numerosi manoscritti a partire dal X secolo e considerata un classico della letteratura medievale di viaggio e agiografica, narra del santo irlandese che, alla testa di un gruppo di monaci, va alla ricerca del Paradiso Terrestre e dei santi (Terra repromissionis) situato su un'isola meravigliosa, facendo vari incontri con creature fantastiche.
I viaggi di Mandeville (The Travels of Sir John Mandeville), un presunto resoconto di viaggio a firma di un certo Jehan de Mandeville apparso probabilmente in lingua anglo-normanna e pubblicato tra il 1357 e il 1371, raccolse una straordinaria popolarità, anche grazie alla traduzione in molte altre lingue, tanto che fu creduto un viaggio autentico per almeno due secoli e molti esploratori successivi, tra i quali Cristoforo Colombo, ne furono notevolmente influenzati, nonostante contenga descrizioni di cose irreali e di natura fantastica. Non sorprenda ad esempio che la possibile esistenza di uccelli giganteschi come quello incontrato da Sinbad fu creduta fino al Settecento.
Nella Divina Commedia, composta tra il 1304 e il 1321 da Dante Alighieri, il poeta fiorentino narra di un viaggio (una sorta di "itinerario della mente verso Dio") attraverso i tre regni ultraterreni dell'inferno, purgatorio e paradiso che lo condurrà fino alla visione della Trinità. In particolare nel Paradiso descrive l'ascesa attraverso le sfere celesti della Luna, i pianeti da Mercurio a Saturno e di lì alla sfera delle stelle fisse e al cielo degli angeli. La sua rappresentazione immaginaria e allegorica dell'oltretomba cristiano costituisce un culmine della visione medievale del mondo sviluppatasi nella Chiesa cattolica.
La Visio monachi de Eynsham ("La visione del monaco di Eynsham") è un testo visionario della fine del XII secolo, è il resoconto del viaggio nell'aldilà del monaco Edmund, il quale sostiene di aver visitato nel 1196, in seguito ad una lunga malattia, i regni oltremondani. Dopo la Divina Commedia è il testo visionario che presenta più personaggi contemporanei al protagonista.
Nell'ambito buddhista Il viaggio in Occidente, pubblicato anonimo nel 1590 circa e attribuito tradizionalmente all'erudito Wú Chéng'ēn, è un classico della letteratura cinese appartenente al gruppo dei quattro grandi romanzi classici che narra in versione mitizzata il viaggio di un monaco buddhista dalla Cina all'India.

### Epoca moderna

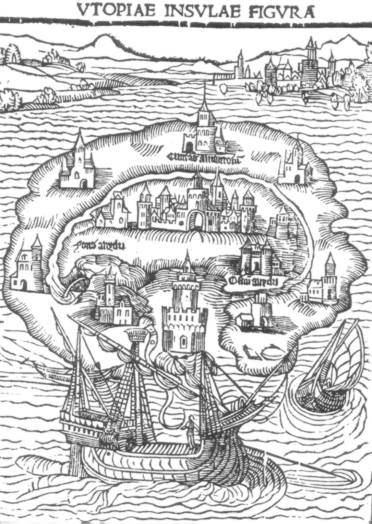
L'isola di Utopia (1515) di Tommaso Moro. Incisione del 1516.

Il primo a far rivivere la forma del viaggio immaginario in epoca moderna fu Tommaso Moro nella sua Utopia (1515), cui seguirà un secolo dopo una proliferazione di isole utopiche: la Reipublicae christianopolitanae descriptio del teologo tedesco Johannes Valentinus Andreae (1619), La città del sole del filosofo Tommaso Campanella (1623), La nuova Atlantide di Francesco Bacone (1627), Utopia di Jakob Bidermann (1640), La storia dei Sevarambi (1675-1679) di Denis Vairasse, La Terre australe connue di Gabriel de Foigny (1676), il Viaggio per il mondo di Cartesio di Gabriel Daniel (1690), Relation du voyage de l'isle d'Eutopie di François Lefebvre (1711) e molti altri ancora.
Varie narrazioni sono ambientate in una sconosciuta "Terra del Sud" (Terra Australis incognita), suggerita dalla lettura di Tolomeo e dei geografi medioevali, alla cui esistenza non si smise di credere fino al secondo viaggio di James Cook (1772–1775) e il cui nome ispirerà quello dell'Australia. Tra le molte storie con questa ambientazione immaginaria anche The Isle of Pines (1668) di Henry Neville, spesso citata come la prima robinsonata prima del romanzo di Defoe.

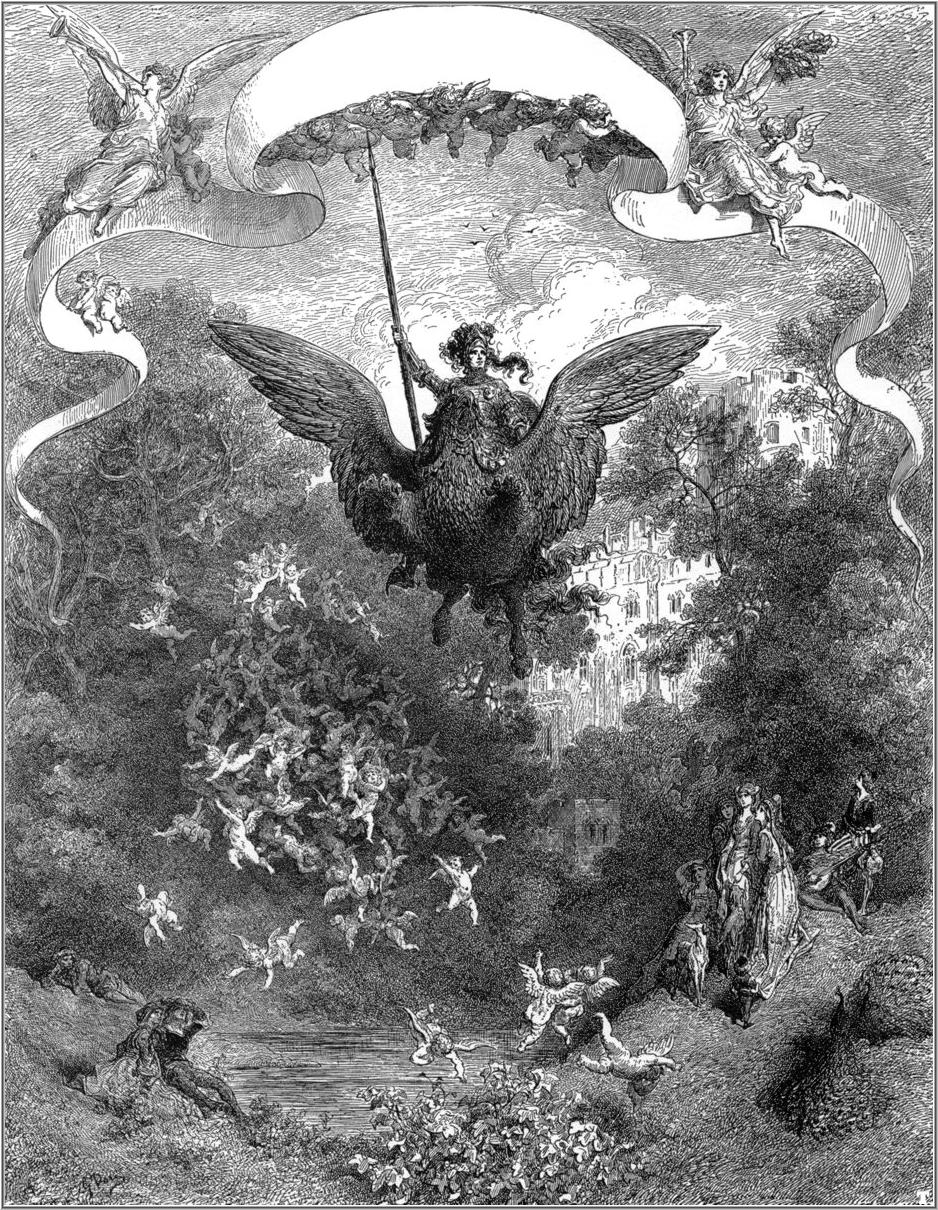
Astolfo cavalca l'Ippogrifo in una illustrazione di Gustave Doré per l'Orlando furioso

Nel poema cavalleresco Orlando furioso di Ludovico Ariosto (1516, pubblicato nella sua edizione definitiva nel 1532), le vicende, l'ambiente, i personaggi appartengono al mondo della fantasia; il contatto con la realtà degli uomini, dei sentimenti, della società rinascimentale avviene attraverso un uso sapiente dell'ironia. Tra le molte peregrinazioni narrate dal poema, per selve e per mari, il cavaliere Astolfo, venuto in possesso dell'Ippogrifo, un destriero alato, vaga per varie regioni, giunge in Etiopia, dove libera un re dalla persecuzione delle Arpie, discende nell'Inferno, sale al Paradiso terrestre, prosegue a bordo del carro di fuoco del profeta Elia guidato da san Giovanni fino alla Luna per recuperare il senno perduto di Orlando.

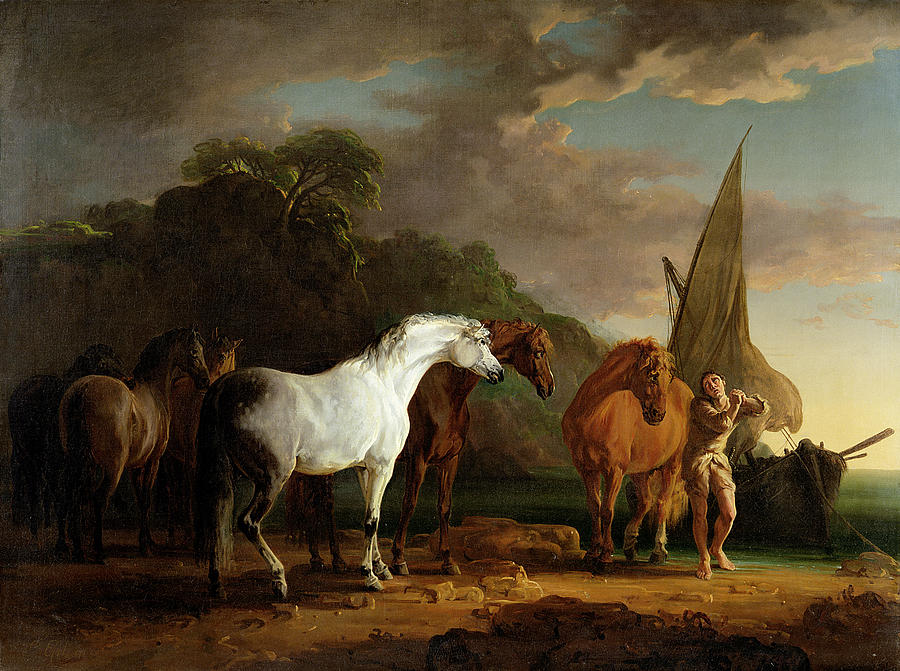
Sawrey Gilpin, Gulliver che dà il congedo finale alla terra dei Houyhnhnm (1769). Yale Center for British Art, Paul Mellon Collection. Dipinto ispirato a I viaggi di Gulliver (Gulliver's Travels) di Jonathan Swift (1726).

Gustave Lanson ha considerato il viaggio immaginario come una manifestazione dello spirito razionalistico nella letteratura francese del XVII e XVIII secolo.
L'approccio satirico di Luciano venne sfruttato da François Rabelais per Gargantua e Pantagruel (c. 1532 - c. 1564) e sviluppato successivamente in altre opere quali il Mundus alter et idem pubblicato sotto pseudonimo nel 1607 dal vescovo inglese Joseph Hall (una distopia più che un'utopia), Histoire du temps di François Hédelin (1654), due opere pubblicate postume di Savinien Cyrano de Bergerac: L'altro mondo o Gli stati e gli imperi della luna (Histoire comique contenant les États et Empires de la Lune, 1657) e Gli stati e imperi del sole (Fragments d'histoire comique contenant les États et Empires du Soleil, 1662); ne Gli stati e imperi della Luna dopo un primo tentativo - compiuto con una cintura fatta di ampolle piene d'acqua di rugiada la quale, evaporando attratta dal sole, lo solleva - Cyrano si lancia verso la Luna da una specie di razzo fatto con fuochi d'artificio. Al filone satirico appartengono anche Nouvelle découverte du royaume de Frisquemore di Charles Sorel (1662), The Blazing World di Margaret Cavendish (1666), Gerania di Joshua Barnes (1675), Relation de l'île de Bornéo di Bernard le Bovier de Fontenelle (1686), The Consolidator di Daniel Defoe (1705), che narra di viaggi tra la Cina e la Luna su un macchinario chiamato The Consolidator in una satira del Parlamento britannico, e il più celebre, I viaggi di Gulliver (Gulliver's Travels) di Jonathan Swift (1726).
Scrivendo sotto il nome di Dr. Lemuel Gulliver, Swift fa il resoconto di alcuni viaggi presso strani popoli, imitando (e parodiando) lo stile del resoconto di viaggi avventurosi che era comune in quel periodo, in un'allegoria dell'Inghilterra e della Francia settecentesca. Pubblicato pochi anni dopo lo straordinario successo del Robinson Crusoe di Daniel Defoe, I viaggi di Gulliver ottenne popolarità come libro destinato ai bambini, pur essendo in realtà una feroce critica alla società del tempo: ognuno dei viaggi diventa infatti il pretesto per irridere, di volta in volta, il sistema giudiziario, i meccanismi del potere o la politica bellicista.
Voyages et aventures de Jacques Massé (1710) di Simon Tyssot de Patot utilizza il tema del viaggio immaginario come veicolo per attaccare la religione cristiana; Viaggi di Enrico Wanton alle terre incognite australi, ed ai regni delle scimie e de' cinocefali di Zaccaria Seriman, pubblicato a Venezia nel 1749, è il resoconto fittizio del viaggio di un inglese alla terre australi ancora sconosciute, nonché di altri due paesi immaginari chiamati regni delle scimmie e dei cinocefali, abitati appunto da primati intelligenti.
Le strabilianti Avventure del barone di Münchhausen (1786) comprendono vari viaggi, tra cui uno negli abissi del mare e due sulla Luna (il più celebre dei quali a cavallo di una palla di cannone).
Il pellegrinaggio del cristiano (The Pilgrim's Progress) scritto da John Bunyan, è un'allegoria cristiana in forma di romanzo, pubblicata nel 1678 e nel 1684. Considerata una delle opere principali sul cristianesimo riformato, è presentata come la narrazione di un "sogno" e racconta di un viaggio dalla città natale (detta "City of Destruction") al traguardo finale del paradiso a venire (o "Celestial City") di un cristiano.
Il viaggio immaginario fu un mezzo naturale per la promozione e la divulgazione di nuove idee astronomiche. Tra i primi voli letterari nello spazio dopo Luciano vi sono stati il Somnium di Juan Maldonado (1541), resoconto in prima persona di un sogno il cui narratore, impegnato inizialmente in un viaggio sulla Luna, atterra infine in America; l'omonimo Somnium di Giovanni Keplero (1634), in cui un viaggiatore islandese è trasportato sulla Luna da demoni volanti, The Man in the Moone del vescovo inglese Francis Godwin (1638), in cui un viaggiatore spagnolo vola fin sulla Luna usando un'intelaiatura trainata da oche, The Discovery of a World in the Moone del vescovo e naturalista John Wilkins (1638), Itinerarium extaticum di Athanasius Kircher (1656), Iter lunare di David Russen (1703), Viaje fantástico di Diego de Torres Villarroel (1723), Die geschwinde Reise auf dem Luftschiff nach der obern Welt ("Il veloce viaggio dell'aeronave verso il mondo superiore", 1744) di Eberhard Kindermann (talvolta citato come il primo romanzo di fantascienza in lingua tedesca), il primo volo verso dei pianeti, La terra del popolo volante. Vita e avventure di Peter Wilkins (The Life and Adventures of Peter Wilkins, 1751) di Robert Paltock, il racconto filosofico Micromega (Micromégas, 1752) di Voltaire che mette in scena un viaggio verso la stella Sirio, Kort verhaal van eene aanmerkelijke luchtreis en nieuwe planeetontdekking ("Breve storia di un viaggio aereo notevole e scoperta di un nuovo pianeta", 1813) dell'olandese Willem Bilderdijk, A Voyage to the Moon (1827) del politico George Tucker (con lo pseudonimo di Joseph Atterley), una satira a volte citata come il primo romanzo di fantascienza americano.
Tra i più importanti viaggi immaginari che oggi possono essere classificati nella fantascienza prima di Verne inoltre vi sono almeno due avventure all'interno della Terra cava: Il viaggio sotterraneo di Niels Klim (Nicolai Klimii iter subterraneum, 1741) di Ludvig Holberg e Symzonia (1820) di Adam Seaborn.

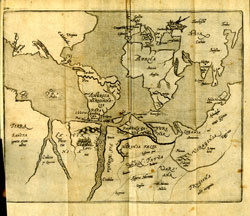
Mappa dal Mundus alter et idem di Mercurius Britannicus (Joseph Hall), 1607.
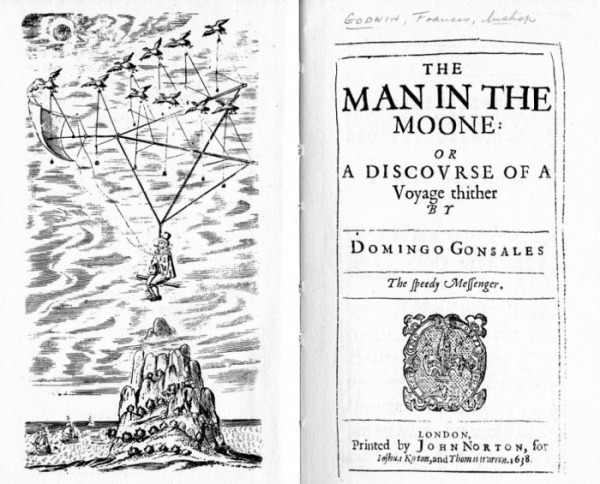
The Man in the Moone (1638) di Francis Godwin, frontespizio e copertina della prima edizione.
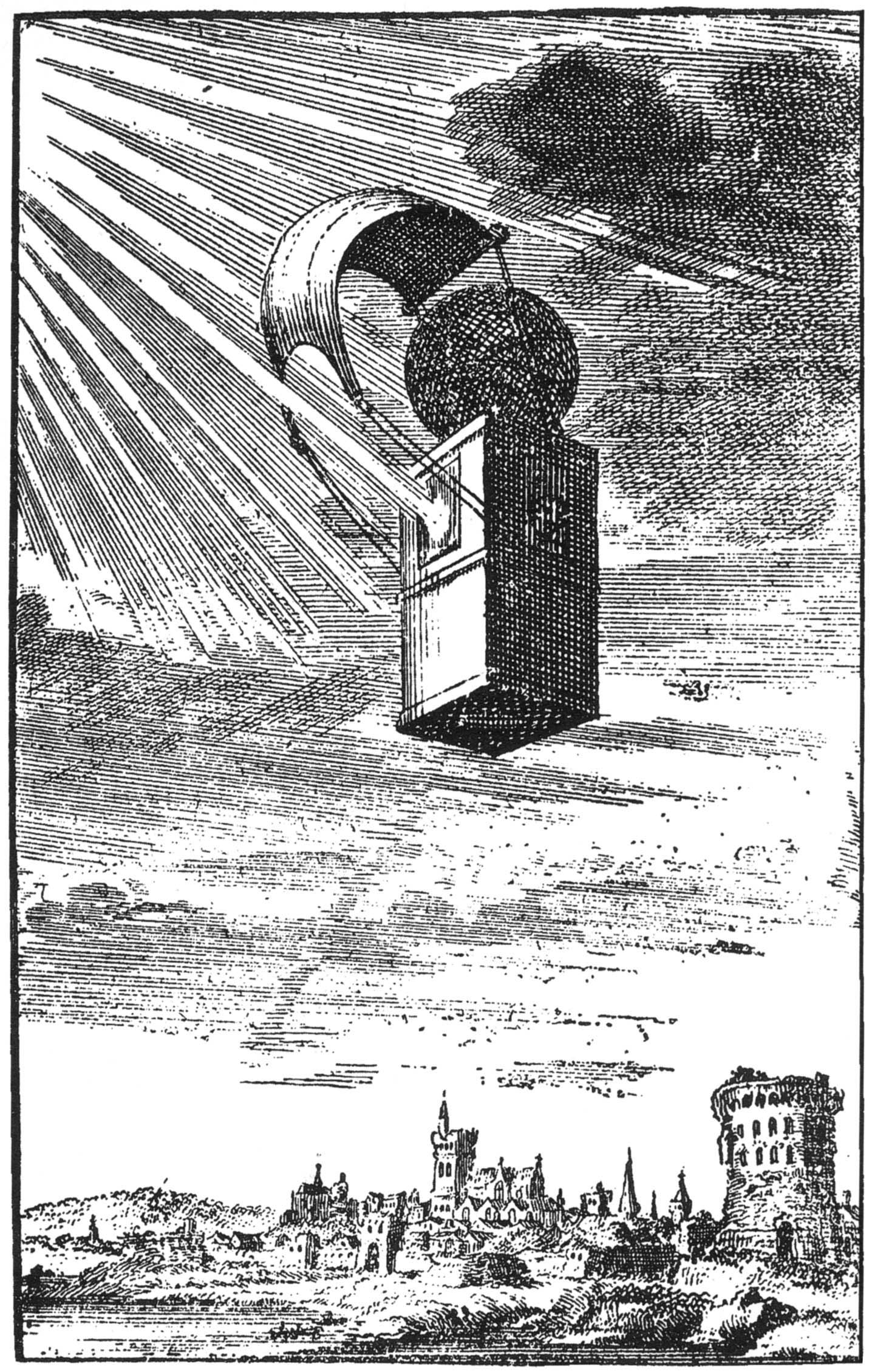
Illustrazione da Gli stati e imperi del sole (L'histoire comique contenant les états et empires du soleil, 1662) di Savinien Cyrano de Bergerac.
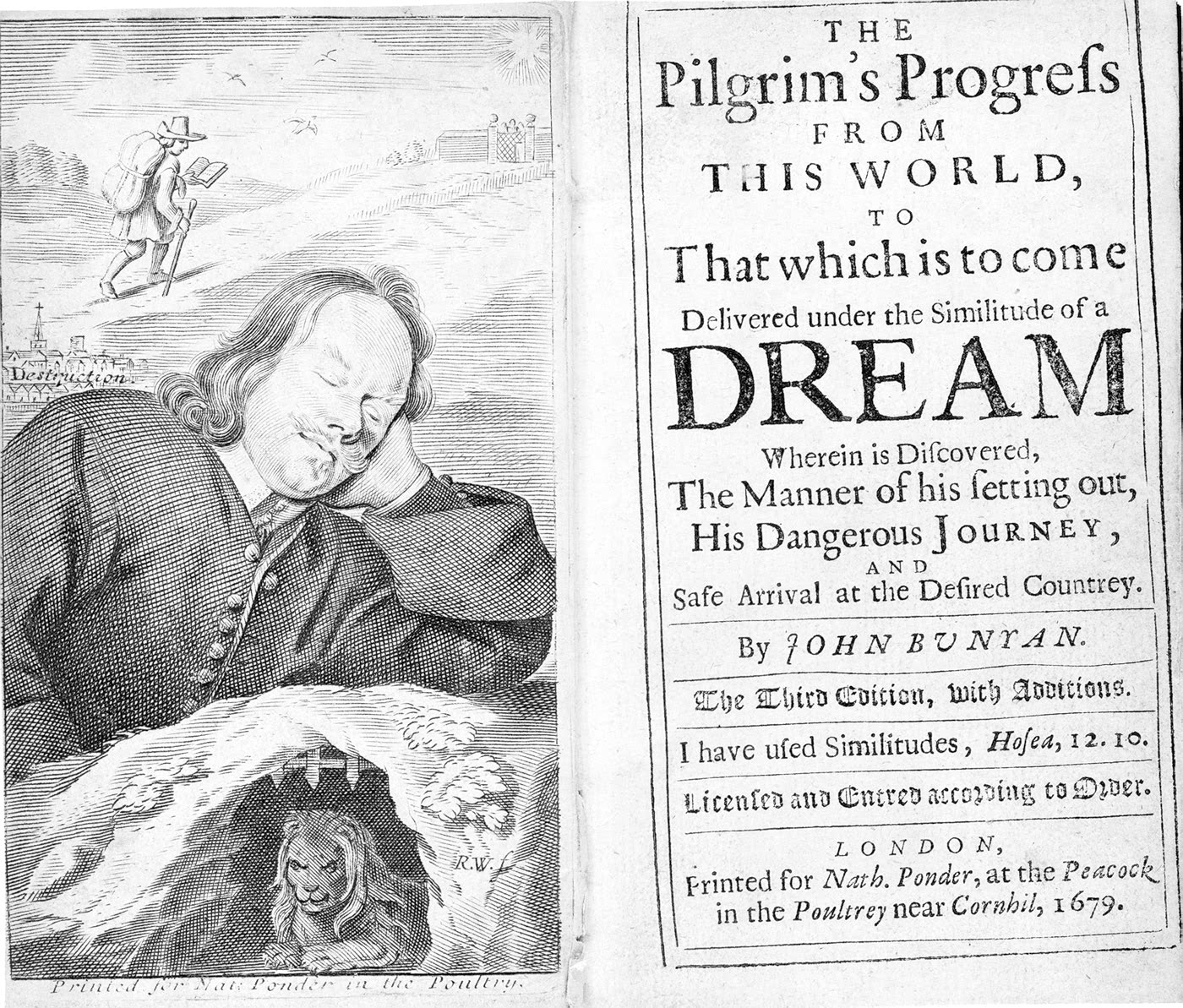
Il pellegrinaggio del cristiano (The Pilgrim's Progress) di John Bunyan, terza edizione, 1679.
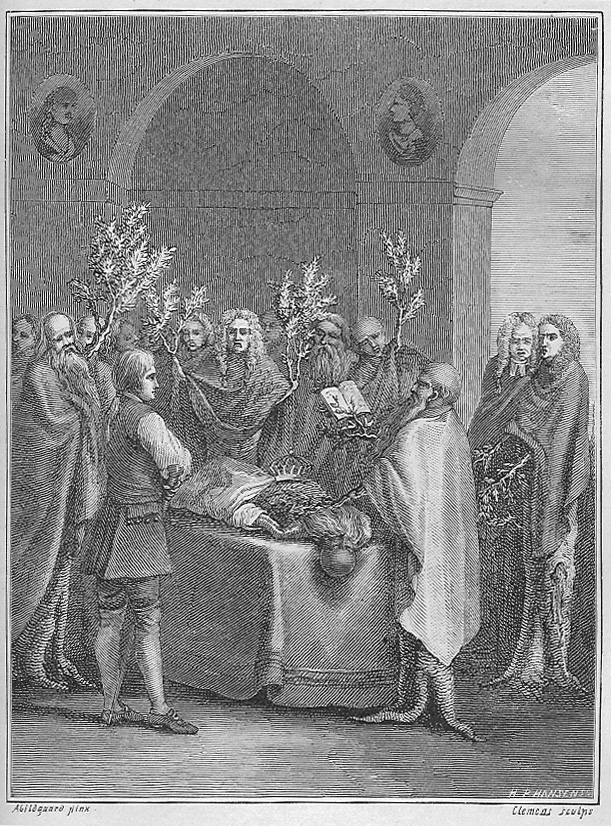
Illustrazione del 1789 per Il viaggio sotterraneo di Niels Klim (1741) di Ludvig Holberg. Incisione e disegni di Johan Frederik Clemens e Nicolai Abraham Abildgaard.
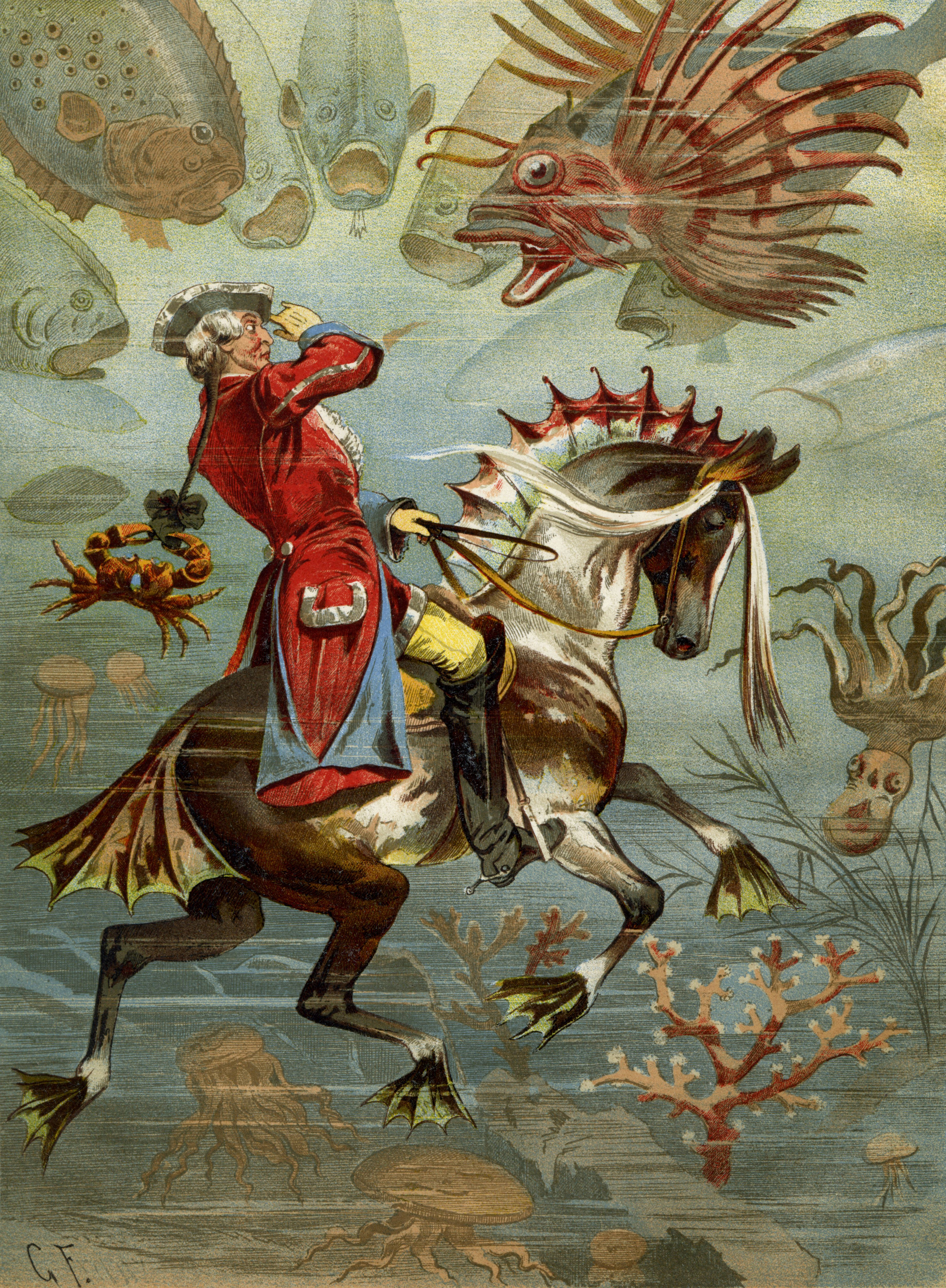
Il Barone di Münchhausen esplora il fondo del mare a cavallo di un destriero marino, illustrazione di Franz Gottfried (1896).

### Romanticismo

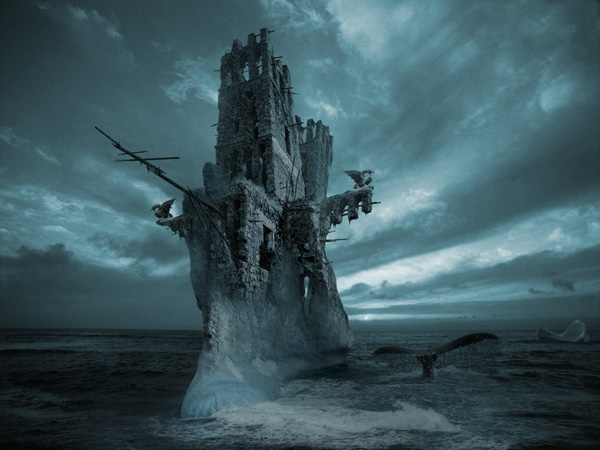
Un'illustrazione contemporanea ispirata alla leggenda dell'Olandese Volante

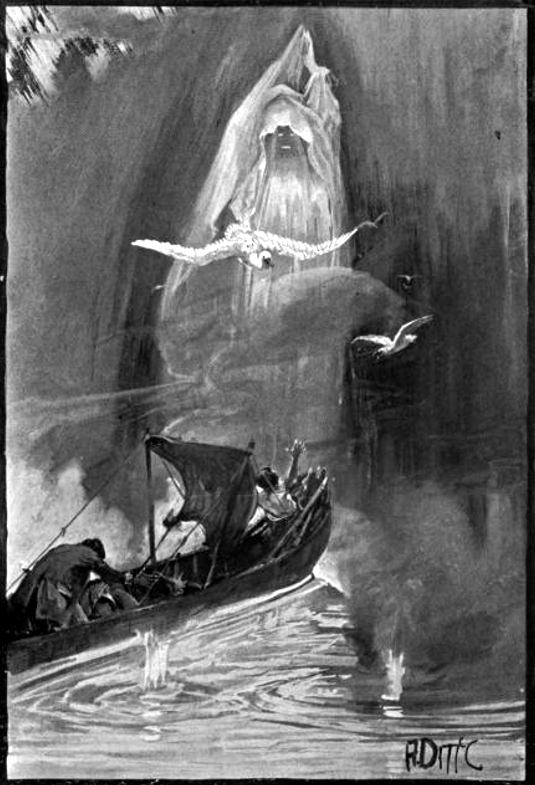
Illustrazione del 1898 per Storia di Arthur Gordon Pym (The Narrative of Arthur Gordon Pym of Nantucket, 1838) di Edgar Allan Poe

Durante l'epoca romantica si assiste a un'espansione del tema del viaggio sia in senso storico-scientifico sia in senso fantastico. Le meraviglie descritte diventano però inquietanti: le mete dei viaggi settecenteschi, reali o fittizi, assumono improvvisamente nell'Ottocento "segno negativo e sinistro"; secondo P. Fasano "più spesso, questi viaggi fantastici perdono ogni destinazione e si trasformano in erranze maledette, per mare" (La ballata del vecchio marinaio di Samuel Taylor Coleridge, 1798), "o per terre e attraverso il tempo" (Melmoth l'errante di Charles Robert Maturin, 1820), "oppure in vagabondaggi infiniti", come nel personaggio dell'Olandese Volante, probabilmente ripreso dal folclore marinaresco, reinterpretato e reso celebre in tutta Europa da Richard Wagner con l'opera lirica L'olandese volante del 1841 e negli Stati Uniti da Washington Irving con il romanzo The Flying Dutchman on Tappan Sea (1855).
L'Olandese Volante è citato brevemente nel decimo capitolo della Storia di Arthur Gordon Pym (The Narrative of Arthur Gordon Pym of Nantucket, 1838) di Edgar Allan Poe, un'altra narrazione analoga, che a sua volta avrebbe influenzato scrittori successivi, come lo statunitense H. P. Lovecraft (che ne riutilizza apertamente elementi nel suo romanzo Alle montagne della follia, 1936) e il francese Jules Verne, che immagina una continuazione della storia "interrotta" di Poe nel suo La sfinge dei ghiacci (1897), ma anche il pittore surrealista belga René Magritte (nel dipinto La riproduzione vietata, 1937). Ancora Poe, con L'incomparabile avventura di un certo Hans Pfaall (1835), narra di un riparatore di soffietti di Rotterdam che costruisce un pallone gigante e un compressore che gli consentono di viaggiare fino alla Luna; si è ormai giunti ai confini della fantascienza.
Alla fine dell'Ottocento si sviluppa nella letteratura avventurosa della tarda età vittoriana il tema ricorrente del "mondo perduto", riguardante la scoperta di un luogo inesplorato rimasto "fuori dal tempo", tagliato fuori dal resto del mondo conosciuto conservando straordinarie caratteristiche arcaiche o del tutto anacronistiche (come la presenza di fauna preistorica e dinosauri) grazie al proprio isolamento. Il genere - che comprende razze, città, terre e isole perdute - ha analogie con quello dei "regni mitici", come El Dorado.

### Primordi della fantascienza

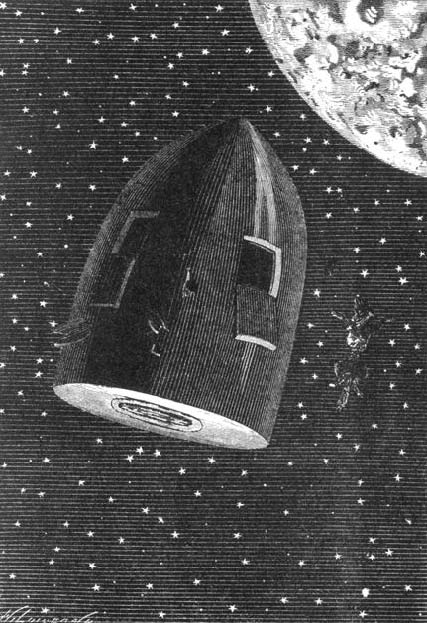
Una navicella sparata come un proiettile sulla Luna, in un'illustrazione per il romanzo Intorno alla Luna (Autour de la Lune, 1870) di Jules Verne

La maggior parte delle opere d'immaginazione di Jules Verne, scrittore reso celebre dalla sua serie dei Viaggi straordinari, rientra nella categoria dei viaggi immaginari, e molti dei romanzi scientifici di H. G. Wells adottano una forma simile. Entrambi gli scrittori, non a caso, sono stati riconosciuti come i "padri" della moderna fantascienza (assieme a Poe) quando si trattò di definire per la prima volta il genere.
Verne conduce i suoi eroi sotto la superficie del pianeta in Viaggio al centro della Terra (Voyage au centre de la terre, 1863), nel profondo degli oceani in Ventimila leghe sotto i mari (Vingt mille lieues sous les mers, 1870) e nello spazio verso altri corpi celesti in Dalla Terra alla Luna (De la Terre à la Lune, 1865) e Intorno alla Luna (Autour de la Lune, 1870). La forza di questi romanzi non risiede unicamente nel loro "fascino letterario, visionario e immaginifico, bensì in un sapiente equilibrio fra scienza e finzione, tecnologia e mito, evasione ed esplorazione."
In seguito, negli ultimi anni del secolo, Wells introduce invece un nuovo tipo di viaggio fantascientifico, quello nel tempo, con La macchina del tempo (The Time Machine, 1895). Già in precedenza altre opere avevano utilizzato tale espediente, come l'utopico Guardando indietro, 2000-1887 di Edward Bellamy del 1888 (uno dei libri più venduti del XIX secolo), o come Un americano alla corte di re Artù di Mark Twain del 1889, in cui il protagonista, per mezzo di una misteriosa "trasmigrazione delle anime" e "trasposizione di epoche e dei corpi", viene trasportato nel medioevo inglese; tuttavia il romanzo di Wells è il primo esempio di viaggio attraverso i secoli compiuto con mezzi scientifico-tecnologici; è una predizione sul futuro stesso dell'umanità, partendo dalle guerre mondiali e terminando con l'umanità regredita. Il viaggio nel tempo sarebbe divenuto uno dei temi classici della fantascienza.
Nel romanzo Across the Zodiac (1880) di Percy Greg, il protagonista raggiunge il pianeta rosso su di un'astronave ad antigravità, compiendo uno dei primi viaggi immaginari su Marte statunitensi.
Robert W. Cole in The Struggle for Empire (1900) introduce la prima grande avventura interstellare, precorrendo un altro popolare filone fantascientifico, quello della space opera.
Il viaggio immaginario rimase ovviamente importante anche nella narrativa del soprannaturale, producendo dall'inizio del Novecento una serie di opere ibride, ai confini tra fantasy e fantascienza vera e propria, come i primi planetary romance, le epopee ambientate su altri pianeti; John Carter di Marte (1912) giunge sul Pianeta rosso attraverso misteriosi mezzi psichici, mentre il suo predecessore Gullivar Jones (1905) a bordo di un tappeto volante. Ma nei planetary romance il mezzo non è così importante - né il viaggio in sé - quanto le avventure nel mondo alieno.
A questa "terra di nessuno" tra fantasy e science fiction appartengono anche le opere di William Hope Hodgson e Abraham Merritt e varie opere singole notevoli: i gulliveriani Utazás Faremidóba (Viaggio a Faremido, 1915) e Capillária (1921) dell'ungherese Frigyes Karinthy, A Voyage to Arcturus (1920) di David Lindsay, The Lost Traveller (1943) di Ruthven Todd, il racconto che dà il titolo alla raccolta Up and Out (1957) di John Cowper Powys, The Phantom Tollbooth (1961) di Norton Juster e La Montagne morte de la vie (1967) del francese Michel Bernanos.

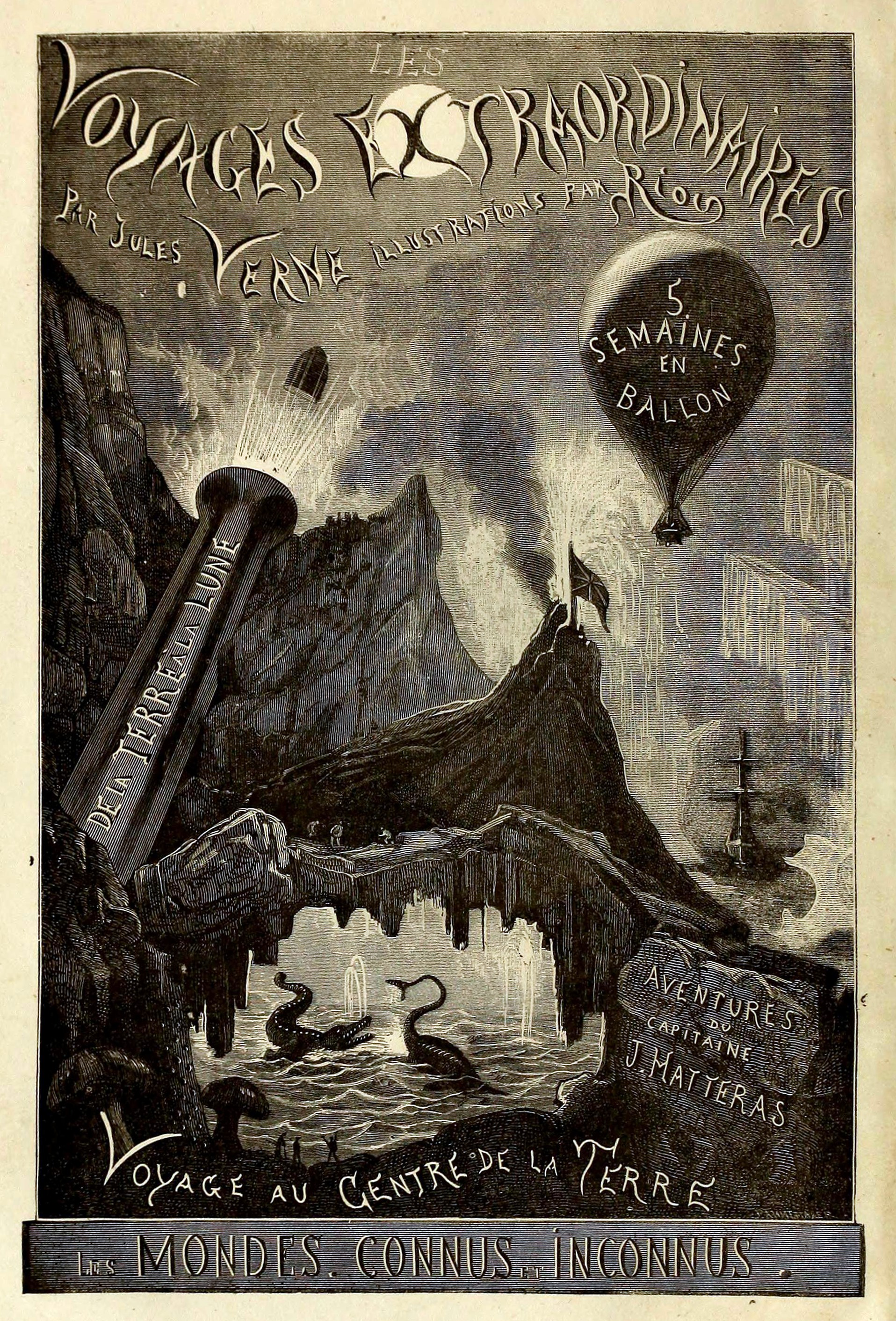
Frontespizio di un volume dei Viaggi straordinari di Verne
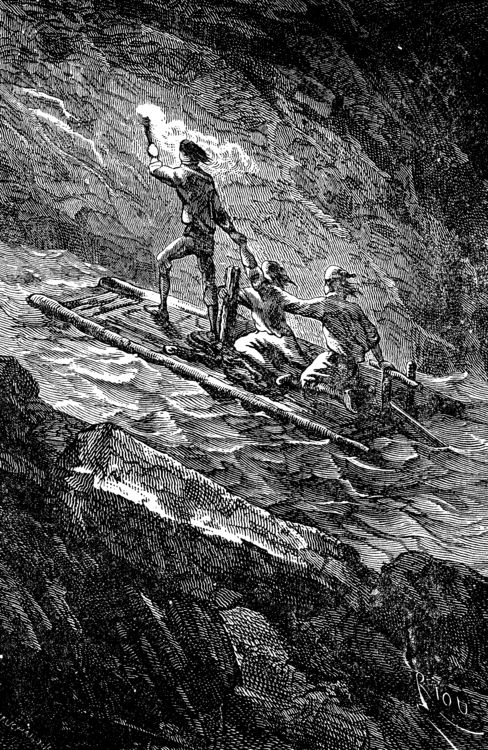
Illustrazione per Viaggio al centro della Terra (Voyage au centre de la terre, 1863) di Verne
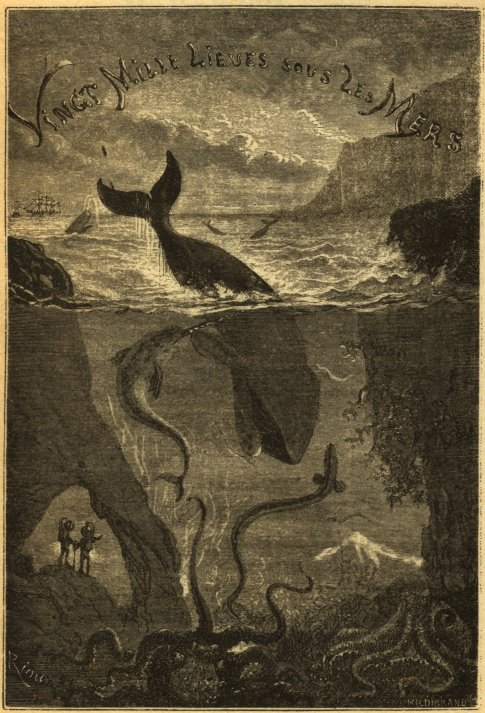
Frontespizio di Ventimila leghe sotto i mari (Vingt mille lieues sous les mers, 1870)
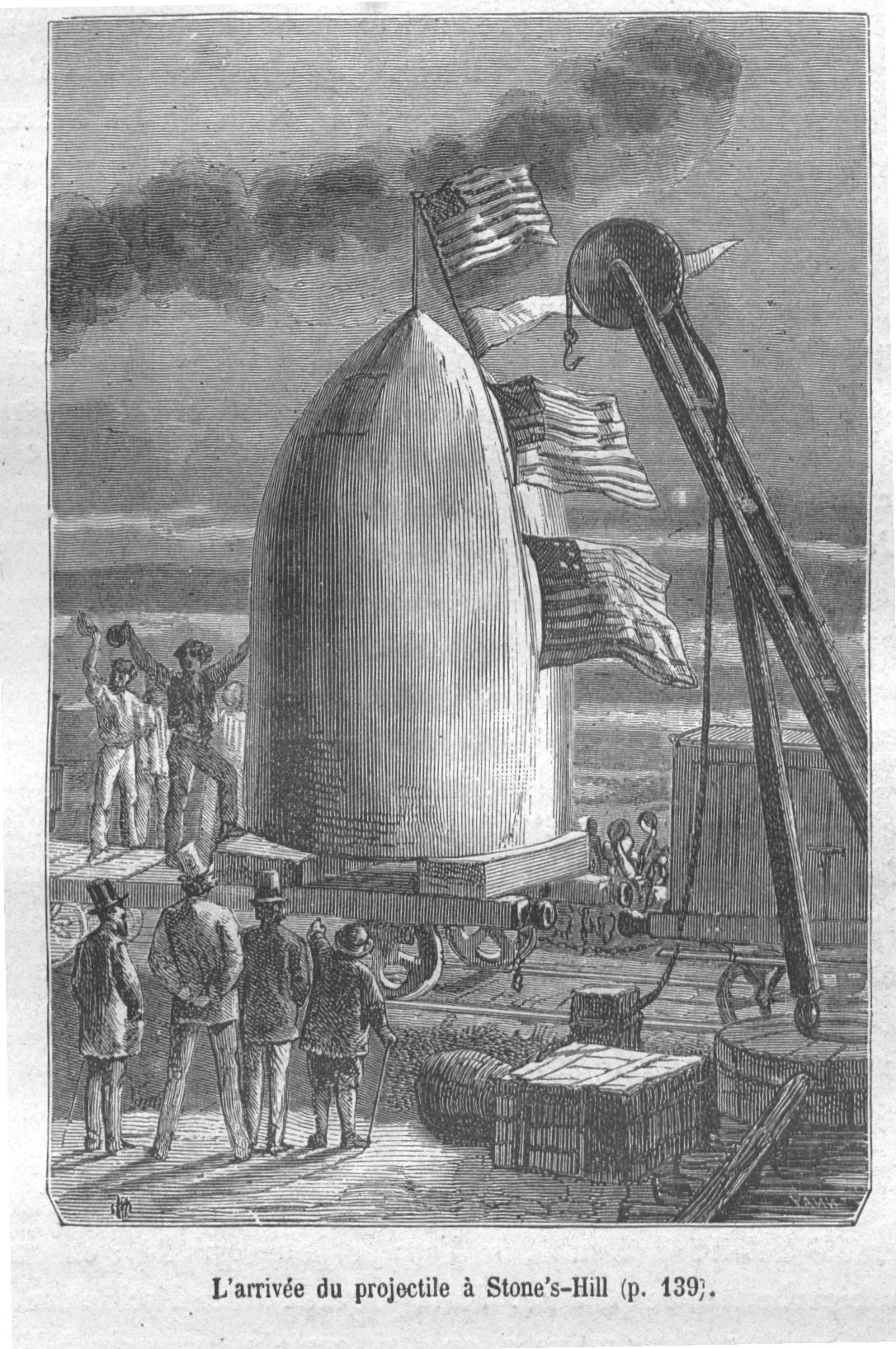
Illustrazione per il romanzo Dalla Terra alla Luna (De la Terre à la Lune, 1865)
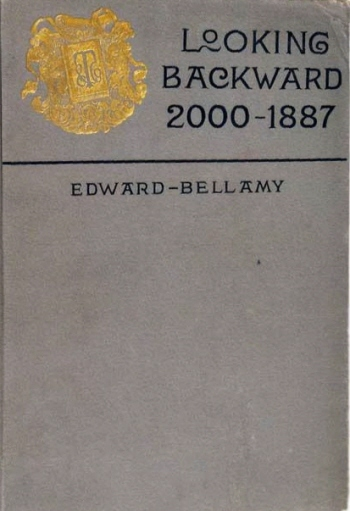
Guardando indietro, 2000-1887 di Edward Bellamy (1888)
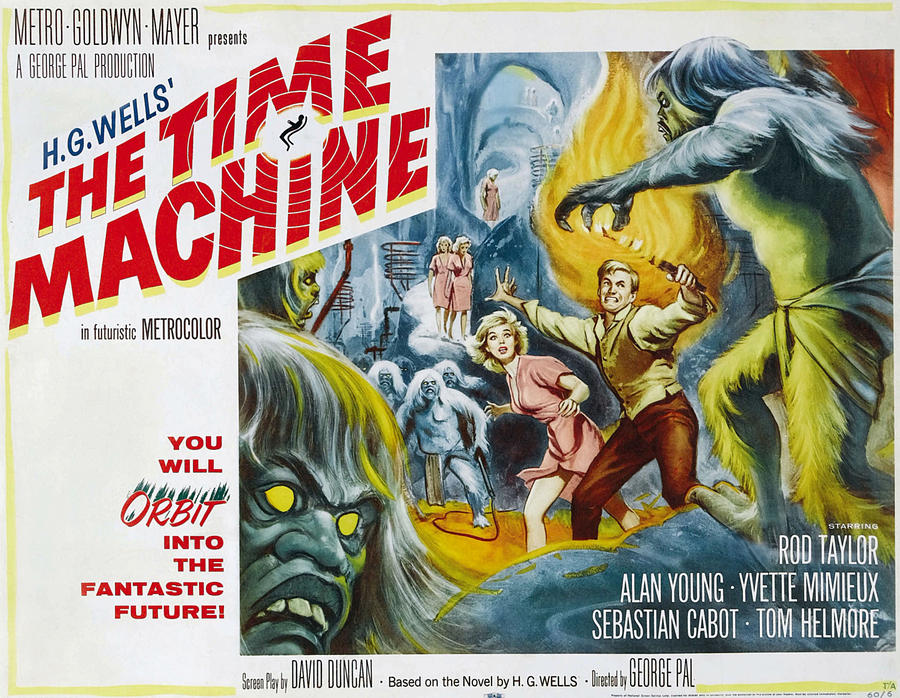
Locandina de L'uomo che visse nel futuro (The Time Machine, 1960), film tratto da La macchina del tempo (The Time Machine, 1895) di H. G. Wells

### Epoca della fantascienza

Copertina della rivista Amazing Stories, Volume 3 numero 5, agosto 1928 con L'Allodola dello Spazio (The Skylark of Space) di E. E. Smith. Illustrazione di Frank R. Paul.

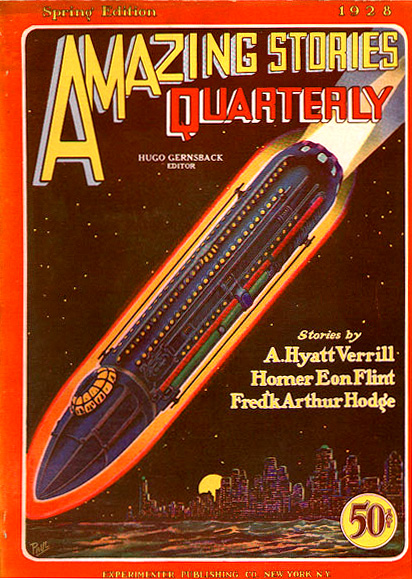
Copertina della rivista di fantascienza Amazing Stories Quarterly, estate 1928.

Negli anni venti del Novecento, quando Hugo Gernsback delimitò il genere fantascientifico, incluse nelle pubblicazioni delle sue riviste pulp le ristampe delle storie di Verne e Wells, così come quelle di Merritt e di Ray Cummings, autore di viaggi nel microcosmo atomico (La ragazza nell'atomo d'oro, 1920) e nel macrocosmo dello spazio (Dimensione infinita, 1927). Non molto tempo dopo comparvero nei pulp le prime avventure dell'Allodola dello Spazio (1928) di E. E. "Doc" Smith, viaggi a bordo di astronavi più veloci della luce nell'immensità del cosmo oltre il sistema solare. Era nata la space opera, l'epopea ambientata nello spazio, uno dei temi prediletti dell'epoca d'oro della fantascienza degli anni trenta e quaranta.
Ben presto si aggiunsero nuove mete e ulteriori domini da esplorare: nel 1929 Edmond Hamilton, nel romanzo I mondi chiusi, immagina la possibilità di viaggiare liberamente come coscienza disincarnata per l'universo e in altre dimensioni dell'esistenza, adattando tale nozione dal fantasy soprannaturale; una prospettiva affascinante quanto pericolosa per gli esseri umani, tanto da avere condotto - nel romanzo di Hamilton - un'avanzata civiltà sull'orlo dell'estinzione. Benché il concetto di universi paralleli si consideri introdotto nella narrativa da Murray Leinster alcuni anni dopo, con il racconto del 1934 Bivi nel tempo, per assistere nei pulp ai primi viaggi verso il tempo futuro con la possibilità di modificare gli eventi creando universi paralleli bisognava attendere il 1938, con La legione del tempo di Jack Williamson. 
Il racconto del 1940 The Wheels of If di L. Sprague de Camp segue le disavventure di un individuo sbalzato suo malgrado attraverso una serie di linee temporali alternative. Il ciclo del paratempo (1948-1965) di H. Beam Piper postula l'esistenza di una civiltà in grado di viaggiare a piacimento attraverso le linee temporali, un tema riecheggiato nel racconto All the Myriad Ways (1968) di Larry Niven, nel romanzo L'invasione degli uguali (1986) di Frederik Pohl e nella serie Crosstime Traffic di Harry Turtledove (dal 2003). Tra le altre storie notevoli riguardanti il viaggio attraverso linee temporali parallele vi è il racconto Spazio vitale (1956) di Isaac Asimov, la serie di Imperium (1962-1990) di Keith Laumer e il racconto lungo Il Ruffaldo (1973) di Jack Vance.
Un'espansione rilevante del viaggio interstellare si ebbe con l'introduzione del tema della nave generazionale, significativo nel romanzo Universo (1941) di Robert A. Heinlein, l'epopea di una enorme astronave e della società formata dai suoi passeggeri, discendenti dell'equipaggio partito dalla Terra un numero imprecisato di generazioni prima, che hanno dimenticato chi sono, da dove venivano e qual era lo scopo del loro viaggio.
I viaggi nello "spazio interno" (innerspace) della mente umana sono stati a loro volta un luogo comune nel fantasy soprannaturale mentre si svilupparono più tardi nella fantascienza, con la New Wave degli anni sessanta e settanta. Tra i precursori di questo tema già nell'epoca dei pulp si possono citare i racconti I sogni sono sacri (1948) di Peter Phillips e The Mental Assassins (1950) di Gregg Conrad (pseudonimo di Rog Phillips).
La maggior parte dei domini raggiunti dai viaggi immaginari sono ipotetici o irrealistici, tranne il viaggio nello spazio, che è l'unica variante del viaggio immaginario in cui gli autori possano tendere a un certo rigore scientifico e realismo (fantascienza hard), benché la tecnologia descritta nelle opere fantascientifiche sia destinata inevitabilmente a divenire obsoleta con il trascorrere del tempo. Tra i tentativi più notevoli nel corso del tempo, oltre ai due romanzi lunari di Verne, vi sono - secondo Brian Stableford nella Encyclopedia of Science Fiction - il romanzo Lontano dalla Terra (Вне Земли, 1920) del pioniere russo dell'astronautica Konstantin Ėduardovič Ciolkovskij, il racconto The Voyage of the Asteroid (1932) di Laurence Manning e Preludio allo spazio (1951) di Arthur C. Clarke.
La grande quantità di opere fantascientifiche sul tema del viaggio rende pressoché impossibile elencarle tutte; una selezione di opere dal 1926 in poi, citate come le più importanti e interessanti ancora secondo Brian Stableford nella Encyclopedia of Science Fiction è costituita, in ordine cronologico, da: Il mondo sotterraneo (1929) di S. Fowler Wright (un viaggio 500.000 anni nel futuro con una macchina del tempo), Lontano dal pianeta silenzioso (1938) di C. S. Lewis (primo capitolo della sua "trilogia dello spazio"), L'odissea di Glystra (1952) di Jack Vance (un classico planetary romance), il racconto Surface Tension (1952) di James Blish (le vicende di un gruppo di coloni spaziali geneticamente adattati), Stella doppia 61 Cygni (1953) di Hal Clement (una dettagliata descrizione della vita in condizioni estreme su altro pianeta), La città e le stelle (1948, 1956) di Arthur C. Clarke, Una favolosa tenebra informe (1967) e Nova (1968) di Samuel R. Delany, Picnic su Paradiso (1968) di Joanna Russ, Cantata spaziale (1968) di R. A. Lafferty, Tau Zero (1967) di Poul Anderson, Mutazione (1970) e Il figlio dell'uomo (1971) di Robert Silverberg, I burattinai (1970) di Larry Niven (avventure ambientate in un habitat artificiale), Le infernali macchine del desiderio del dottor Hoffman (1972) di Angela Carter (un romanzo picaresco sulla distorsione della realtà), Il viaggio di Hiero (1973) di Sterling E. Lanier (una storia di science fantasy ambientata in un remoto futuro postatomico), Sfera orbitale (1975) di Bob Shaw (primo romanzo del ciclo di Orbitsville, ambientato in una sfera di Dyson), Galassie (1975) di Barry N. Malzberg, La città dell'estate (1979) di John Crowley, Guida galattica per gli autostoppisti (1979) e Ristorante al termine dell'Universo (1980) di Douglas Adams (due romanzi umoristici celebri anche fuori dall'ambito fantascientifico), la serie del Libro del Nuovo Sole (1980-1987) di Gene Wolfe (un ciclo di science fantasy ambientato in un remoto futuro), Astronavi nell'abisso (1983) e Child of Fortune (1985) di Norman Spinrad, il racconto I patimenti di Santa Giovanna (1986) di Josephine Saxton e Hyperion (1989) di Dan Simmons, un pellegrinaggio verso un remoto pianeta.

## Film riguardanti il tema del viaggio immaginario

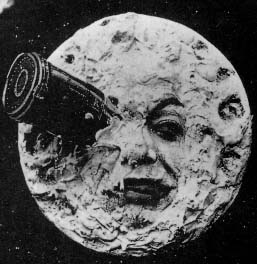
Un celebre fotogramma del film Viaggio nella Luna (Le voyage dans la Lune, 1902) di Georges Méliès

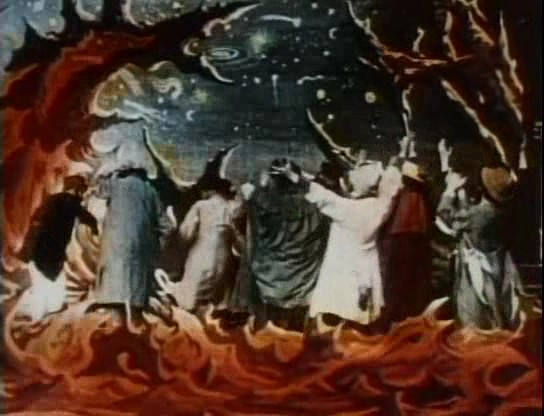
Scena del film Viaggio attraverso l'impossibile di Georges Méliès (1904)

Una filmografia essenziale sul tema del viaggio immaginario.
- Viaggio nella Luna (Le voyage dans la Lune) di Georges Méliès (1902), una parodia basata liberamente sul romanzo di Jules Verne Dalla Terra alla Luna e su quello di H. G. Wells I primi uomini sulla Luna.
- Viaggio attraverso l'impossibile (Voyage à travers l'impossible) di Georges Méliès (1904)
- Il viaggio immaginario (Le Voyage imaginaire) di René Clair (1926)
- Una donna nella luna (Frau in Mond) di Fritz Lang (1929)
- Il mago di Oz (The Wizard of Oz) di Victor Fleming (1939)
- Sinbad il marinaio (Sinbad the Sailor) di Richard Wallace (1947). L'"ottavo" viaggio di Sinbad alla scoperta del tesoro di Alessandro Magno.
- Il giro del mondo in 80 giorni (Around the World in Eighty Days) di Michael Anderson (1956), la più celebre trasposizione dell'omonimo romanzo di Verne.
- L'uomo che visse nel futuro (The Time Machine) di George Pal (1960), il film più celebre tratto dal romanzo La macchina del tempo di H. G. Wells
- Gli Argonauti (Jason and the Argonauts) di Don Chaffey (1963), ispirato a Le Argonautiche di Apollonio Rodio
- Viaggio allucinante (Fantastic Voyage) di Richard Fleischer (1966). Uno spettacolare viaggio fantascientifico nell'infinitesimale.
- 2001: Odissea nello spazio (2001: A Space Odyssey) di Stanley Kubrick (1968)
- Nils Holgersson (ニルスのふしぎな旅 Nils no Fushigi na Tabi), 1980, anime ispirato al romanzo per ragazzi Il viaggio meraviglioso di Nils Holgersson (Nils Holgerssons underbara resa genom Sverige, 1906) dalla scrittrice svedese Premio Nobel per la letteratura Selma Lagerlöf.
- Fino alla fine del mondo (Bis ans Ende der Welt/Until the End of the World) di Wim Wenders (1991), road movie a sfondo fantascientifico ed esistenziale.
- Pirati dei Caraibi - Ai confini del mondo (Pirates of the Caribbean: At World's End) di Gore Verbinski (2007)
- Lo Hobbit - Un viaggio inaspettato (The Hobbit: An Unexpected Journey) di Peter Jackson (2012), tratto dal romanzo Lo Hobbit di J. R. R. Tolkien.